# ワモンベニヘビ
ワモンベニヘビ (Sinomicrurus macclellandi) は、爬虫綱有鱗目コブラ科ワモンベニヘビ属に分類されるヘビ。ワモンベニヘビ属の模式種。

## 分布
インド、タイ王国、中華人民共和国、台湾、日本（琉球諸島）、ネパール、ブータン、ベトナム、ミャンマー北部
模式標本の産地（基準産地・タイプ産地・模式産地）はアッサム（インド）。

## 形態
全長オス63.5センチメートル、メス78センチメートル。胴体の列になった鱗の数（体鱗列数）は13。総排出口までの腹面にある幅の広い鱗の数（腹板数）はオス182 - 212、メス208 - 244。総排出口から後部の鱗の数（尾下板数）はオス28 - 36、メス25 - 33。眼前板は1枚、眼後板は2枚。吻端を除く上唇を覆う鱗（上唇板）は7枚。頭部は黒く、白く幅広い横帯が入る。

体色については、背側の地色は赤もしくは茶褐色であり、細い黒色の環状紋が取り巻く。地色や環状紋の数や形状は産地によって変化する。
イワサキワモンベニヘビとタイワンワモンベニヘビの体色は似通っており、地色は赤く、黒い環状紋は約40ほどで、その幅は大陸産種よりかなり太い。また環状紋の両端には幅の狭い淡色もしくは白色紋が取り巻いており、この白帯が頭部の眼の後ろあたりで特に幅広くなっている。腹面はクリーム色で、環状紋の間に黒斑がある。

## 分類
以下の亜種の分類・分布は、Reptile database(2020)に従う
Sinomicrurus macclellandi macclellandi (Reinhardt, 1844)
Sinomicrurus macclellandi iwasakii (Maki, 1935)　イワサキワモンベニヘビ
日本（石垣島、西表島）固有亜種
全長30 - 50センチメートルだが、全長80センチメートルに達する大型個体の発見例もある。
後列側頭板が2枚ある
Sinomicrurus macclellandi swinhoei (Van Denburgh, 1912)
台湾

Sinomicrurus macclellandi univirgatus (Günther, 1858)
インド（シッキム州）、ネパール

## 生態
亜種イワサキワモンベニヘビは常緑広葉樹からなる自然林や回復が進んだ二次林などに生息し、堆積した落ち葉や朽木の内部で発見例がある。亜種イワサキワモンベニヘビは夜間に渓流の周辺にある、灌木の樹上での発見例もある。
主に爬虫類（ヘビ類）を食べる。亜種イワサキワモンベニヘビはブラーミニメクラヘビやサキシママダラ、飼育下ではタカチホヘビ類を食べた例がある。

広葉樹林の林床を住処とする地表棲であり、動作が緩慢で性格は臆病である。動物食性であり、トカゲや同類の小型のヘビを捕食する。夏季に4-14卵を産む。飼育下でも同属のヒャンを捕食した報告がある。

## 人間との関係
S. m. iwasakii イワサキワモンベニヘビ
方言名として、「フニンダマハブ」がある。
宅地開発や農地開発・森林伐採などによる乾燥化、石垣島では人為的に移入されたインドクジャク・キジ・オオヒキガエルによる捕食や競合による影響が懸念されている。沖縄県では2017年の時点で、沖縄県レッドリストで準絶滅危惧と判定されている。
絶滅危惧II類 (VU)（環境省レッドリスト）
日本では2020年の時点でコブラ科単位で特定動物に指定されており、2019年6月には愛玩目的での飼育が禁止された（2020年6月に施行）。

イワサキワモンベニヘビは個体数が極端に少なく、タイワンワモンベニヘビも稀産種であるが大陸産種は概して普通種で、それゆえかIUCNによる位置づけがされていない。和名のイワサキや学名の亜種名 iwasakii は発見者である気象技師、岩崎卓爾にちなんでいる。
イワサキワモンベニヘビに限っていえばこれまで被害例はない。そもそもイワサキワモンベニヘビは、外敵に襲われても尾端を相手に突き立て威嚇する（これは口が小さく上手く噛むことのできない同属のハイやヒャンも行う）だけで咬むことはなく、ゆえに咬まれた記録からして皆無である。
また上述したようにこれまで発見されたイワサキワモンベニヘビは概して小型で毒性もそれほど強くはなく、口も小さいため物理的に人を咬むのは難しいとされており、ゆえに危険視されていない。ただし東南アジアに分布する種の毒性はかなり強く、タイでは咬傷による死者も出ている。であるが、海外でも咬まれた記録は稀である。